# Curso de levitación intensivo
Curso de levitación intensivo es el undécimo álbum de estudio del músico de rock español Enrique Bunbury. Formado por canciones compuestas entre enero y junio de 2020, fue anunciado por primera vez en julio de 2020 durante las grabaciones del disco. Fue publicado por Warner Music Spain el 11 de diciembre de 2020.

## Lista de canciones
Todas las canciones escritas y compuestas por Enrique Bunbury, excepto donde se indica. 
| N.º   | Título                                   | Escritor(es)                    | Duración |  |
| 1.    | «N.O.M.»                                 |                                 | 5:32     |  |
| 2.    | «El día de mañana»                       |                                 | 4:59     |  |
| 3.    | «El precio que hay que pagar»            | Enrique Bunbury Jorge Rebenaque | 3:34     |  |
| 4.    | «El momento de aprovechar el momento»    |                                 | 4:23     |  |
| 5.    | «Malditos charlatanes»                   |                                 | 4:55     |  |
| 6.    | «Tsunami»                                |                                 | 3:47     |  |
| 7.    | «El pálido punto azul»                   | Bunbury Álvaro Suite            | 4:02     |  |
| 8.    | «Ezequiel y todo el asunto del Big-Bang» | Bunbury Suite                   | 4:02     |  |
| 9.    | «La gran estafa»                         | Bunbury Robert Castellanos      | 4:18     |  |
| 10.   | «Tenías razón en todo»                   |                                 | 4:32     |  |
| 44:09 |                                          |                                 |          |  |